# محافظات لاوس

محافظات لاوس

 محافظات لاوس (لاو:ແຂວງ) تنقسم جمهورية لاوس الي 16 محافظة بالأضافة الي منطقة إدارية خاصة وهي مقاطعة فينتان وتنقسم المحافظات الي بلديات وقرى

## التاريخ
في العام 1975 أعادة حكومة البلاد تنظيم التقسيمات الإدارية في لاوس الي 17 منطقة إدارية بما في ذلك المنطقة الإدارية الخاصة فينتان

## محافظات لاوس
| 1. محافظة أتابيو (أتابيو) 2. محافظة بوكيو (بان هوايكساي) 3. محافظة بوليخاماسي (باكسان) 4. محافظة تشامباساك (باكسي) 5. محافظة هوا فان (شام نيوا) 6. محافظة خامواني (ثاخيك) 7. محافظة وانغ نامثا (وانغ نامثا) 8. محافظة لوانغ برابانغ (لوانغ فرابانغ) 9. محافظة أودومكساي (موانغ خاي) 10. محافظة فونغسالي (فونغسالي) 11. محافظة سايذيبولي (وسايذيبولي) 12. محافظة سالافان (سالافان) 13. محافظة سافانخت (سافانخت) 14. محافظة سيكونغ (سيكونغ) 15. مقاطعة فيينتيان المنطقة الإدارية الخاصة وعاصمتها فيينتيان 16. محافظة فيينتيان (موانغ فون هونغ) 17. محافظة إكسيانج خوانج (فونسافان) |

## قبل العام 2006

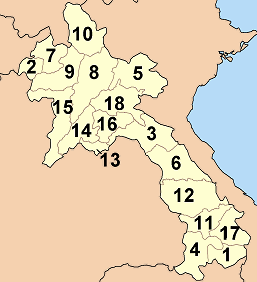
محافظات لاوس قبل حل إكسيانجخوانج.

في 13 يناير 2006 تم دمج إكسيانجخوانج معا محافظة فيينتيان.
| 1. محافظة أتابيو (أتابيو) 2. محافظة بوكيو (بان هوايكساي) 3. محافظة بوليخاماسي (باكسان) 4. محافظة تشامباساك (باكسي) 5. محافظة هوا فان (شام نيوا) 6. محافظة خامواني (ثاخيك) 7. محافظة وانغ نامثا (وانغ نامثا) 8. محافظة لوانغ برابانغ (لوانغ فرابانغ) 9. محافظة أودومكساي (موانغ خاي) 10. محافظة فونغسالي (فونغسالي) 11. محافظة سايذيبولي (وسايذيبولي) 12. محافظة سالافان (سالافان) 13. محافظة سافانخت (سافانخت) 14. محافظة سيكونغ (سيكونغ) 15. مقاطعة فيينتيان المنطقة الإدارية الخاصة وعاصمتها فيينتيان 16. محافظة فيينتيان (موانغ فون هونغ) 17. محافظة إكسيانج خوانج (فونسافان) 18. محافظة إكسيانجخوانج |